# Principado de Lipa

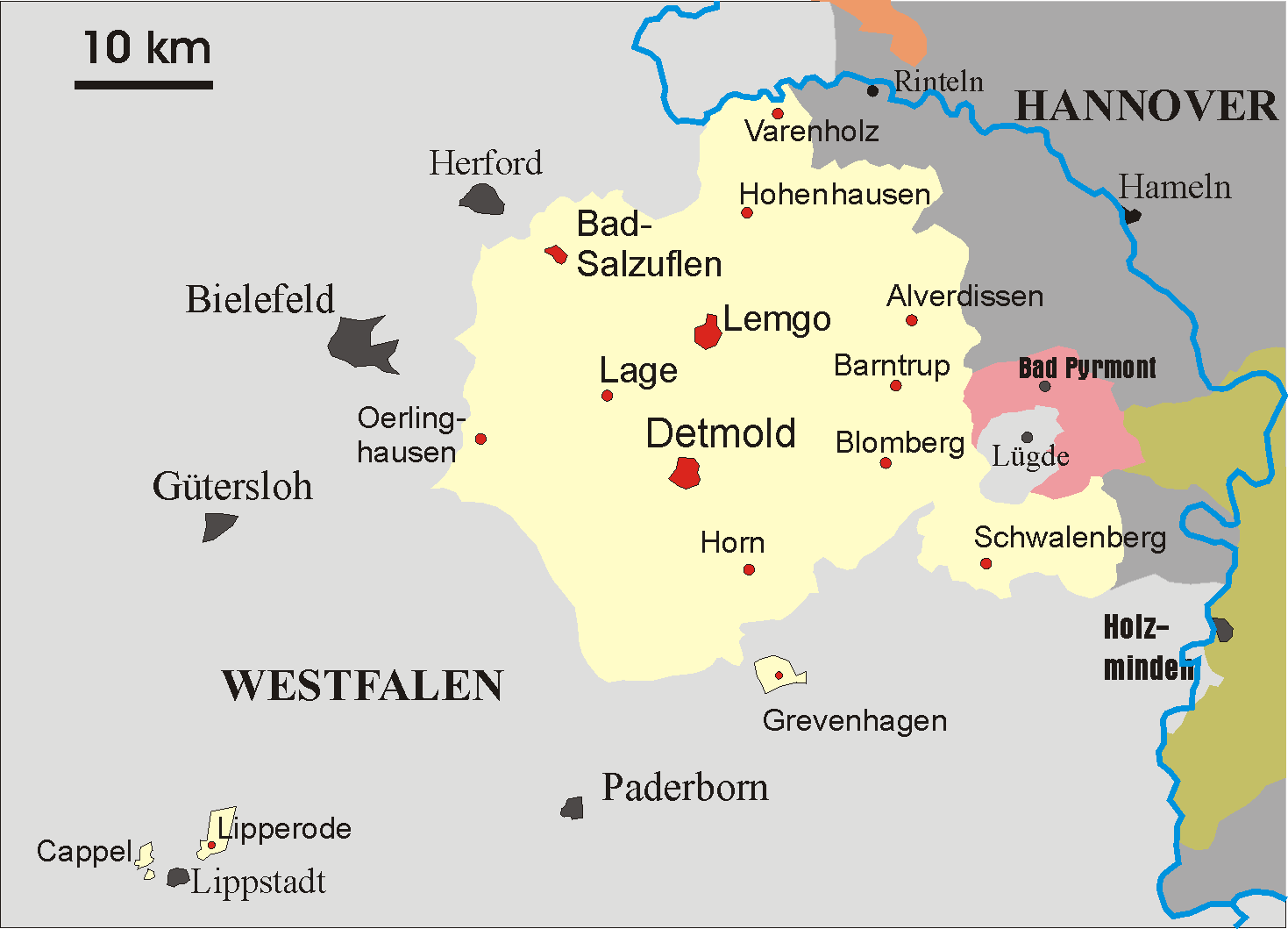
Mapa de Lipa (1918)

Lipa (em alemão: Lippe) foi um estado histórico da Alemanha. Estava localizado entre o rio Veser e a parte sudeste da floresta de Teutoburgo. 

## História
O fundador de Lipa foi Bernardo I que recebeu uma concessão de território do sacro imperador romano Lotário III em 1123, Bernardo I assumiu o título de Senhor (Herr, em alemão) de Lipa. Os sucessores de Bernardo herdaram ou conquistaram vários condados. senhor Simão V foi o primeiro governante a intitular-se conde. 
Após a morte do conde Simão VI em 1613, Lipa foi dividido em três condados: Lipa-Detmold assumido por Conde Simão VII, da linhagem principal, Lipa-Brake assumido por Conde Otão e Lipa-Alverdissen assumido por Conde Filipe. O Condado de Lipa-Brake foi novamente unido com a principal linhagem de Detmold em 1709.  
O Conde de Lipa-Detmold recebeu o título de príncipe do Império em 1789.

## Senhores de Lipa
- Bernardo I (1123–1158)
- Hermano I (1128–1167)
- Bernardo II (1168–1196)
- Hermano II (1196–1229)
- Bernardo III (1230–1265)
- Hermano III (1265–1273)
- Bernardo IV (1285–1275)
- Simão I (1273–1344)
- Simão II (1344)
- Otão (1344–1360)
- Bernardo V (1344–1364)
- Simão III (1360–1410)
- Bernardo VI (1410–1415)
- Simão IV (1415–1429)
- Bernardo VII (1429–1511)
- Simão V (1511–1536)

Elevado à condição de condado em 1536.

## Condes de Lipa (Lipa-Detmold a partir de1613)
- Simão V (1511–1536)
- Bernardo VIII (1536–1563)
- Simão VI (1563–1613)
- Simão VII (1613–1627)
- Simão Luis (1627–1636)
- Simão Filipe (1636–1650)
- João Bernardo (1650–1652)
- Hermano Adolfo (1652–1665)
- Simão Henrique (1665–1697)
- Frederico Adolfo (1697–1718)
- Simão Henrique Adolfo (1718–1734)
- Simão Augusto (1734–1782)
- Leopoldo I (1782–1789)

Elevado à condição de principado de 1789.

## Príncipes de Lipa
- Leopoldo I (1789-1802)
- Leopoldo II (1802-1851)
- Leopoldo III (1851-1875)
- Valdemar (1875-1895)
- Alexander (1895-1905)
  - Adolfo de Schaumburgo-Lipa (regente 1895-1897)
  - Ernesto de Lipa-Biesterfeld (regente 1897-1904)
  - Leopoldo de Lipa-Biesterfeld (regente 1904-1905)
- Leopoldo IV (1905-1918)

Monarquia abolida em 1918. 